# Despotado de Arta
El Despotado de Arta (en albanés: Despotati i Artës, en griego: Δεσποτάτο της Άρτας) fue un Estado establecido por los gobernantes albaneses durante el siglo xiv, cuando las tribus albanesas se trasladaron a Epiro y fundaron ahí dos principados efímeros. El Despotado de Arta fue creado luego de la derrota del déspota local Nicéforo II Orsini por las tribus albanesas en la batalla de Aqueloo en 1359 y dejó de existir en 1416, cuando paso a Carlo I Tocco.

## Historia

### Creación
A finales de la primavera de 1359, Nicéforo II Orsini, el último déspota de Epiro de la dinastía Orsini, combatió contra los albaneses cerca del río Aqueloo, Etolia. Los albaneses ganaron la batalla y lograron crear dos nuevos Estados en los territorios meridionales del Despotado de Epiro. Debido a que una serie de señores albaneses apoyaron activamente la exitosa campaña serbia en Tesalia y Epiro, el monarca serbio Simeon Uroš les concedió regiones específicas y les ofreció el título bizantino de déspota con el fin de asegurar su lealtad.
Los dos Estados albaneses principales eran: el primero con capital en Arta estaba bajo el noble albanés Pedro Losha, y el segundo, con centro en Angelokastro, era gobernado por Juan Espata. Luego de la muerte de Losha en 1374, los despotados de Arta y Angelokastro se unieron bajo el dominio de Espata.
En abril de 1378 el gran maestre caballeros hospitalarios, Juan Fernández de Heredia intentó tomar Arta pero fracasó y fue capturado en batalla por Espata. Heredia fue vendido por su captor a los turcos otomanos a un gran precio. Tomás II Preljubović, el déspota de Epiro ofreció su valiosa ayuda durante la batalla, sin embargo, esta alianza no duró por mucho tiempo. 
El territorio de este despotado en su mayor extensión (1374-1403) era desde el Golfo de Corinto hasta el río Aqueronte en el norte, limitando con el Principado de Gjirokastra de Juan Zenevisi, otro Estado creado en el territorio de Epiro. El Despotado de Epiro conseguía controlar en este período únicamente la parte oriental de Epiro, con su capital en Ioánina. Durante este período, Tomás II Preljubović estaba en un conflicto abierto con Juan Espata. En 1375, Espata inició una ofensiva sobre Ioánina, pero no pudo invadir la ciudad. Aunque Espata se casó con la hermana de Tomás, Jelena, su guerra no se detuvo.

### Caída del Despotado
Después de la muerte de Juan Espata en 1399, el Despotado de Arta se debilitó de forma continua, y la familia Espata se involucró en una guerra civil. Entre las animosidades con los gobernantes de Ioánina el sucesor de Juan, Mauricio Espata, tuvo que hacer frente a las intenciones de los venecianos y del conde Carlo I Tocco de Cefalonia. Mientras tanto, los ataques otomanos se intensificaron cuando eran llamados ocasionalmente por el déspota Esaú Buondelmonti. Luego de la muerte de Buondelmonti en 1411, el trono fue ofrecido a su sobrino, Carlo I Tocco. A pesar de que su ganancia fue acompañada por una gran pérdida que las fuerzas de Zenevisi infligieron a su ejército, Carlo fue luego capaz de someter a los líderes del sur de Albania. A pesar de la victoria de Maurico sobre Tocco en 1412, los albaneses fracasaron en tomar Ioánina. Por el contrario, no mucho después de la muerte de Mauricio en batalla en 1414 o 1415, Carlo avanzó sobre Arta. En 1416, derrotó a Yaqub Espata y conquistó la ciudad, anexando así el despotado.

## Legado local
La ciudad de Arta era relativamente desconocida durante el dominio albanés (1358-1416). Los gobernantes albaneses, no acostumbrados a vivir en las ciudades, y que eran montañeses, adquirieron legalmente los títulos bizantinos y trataron de adoptar la estructura del Estado bizantino. Aunque ninguna actividad arquitectónica se ha informado de este período, poco parece haber cambiado en Arta y la población albanesa y griega coexistió pacíficamente en la ciudad.  